# Hand in Hand
"Hand in Hand" (em coreano: Son-e Son Japgo (손에 손 잡고) é uma canção que se tornou famosa após tocar na abertura dos Jogos Olímpicos de Seul-88
Feita exclusivamente para o evento, este sucesso mistura paixão, dedicação ao esporte e espírito de equipe. Devido ao seu tema, este single foi aprovado pelo Comité de Organização Olímpico de Seul e a interpretação, pelo que se tem notícia, é do grupo que se denomina apenas como "Koreana".

## Paradas musicais
A música atingiu o topo das paradas de sucesso em 17 países. [carece de fontes?]
O álbum-single vendeu 13 milhões de cópias em todo o mundo. [carece de fontes?]